# 虞 (春秋)
虞（ぐ、? - 紀元前655年）は、中国の春秋時代に存在した諸侯国。現在の山西省運城市平陸県一帯にあったと考えられている。国君は姫姓。

## 起源
虞は呉と密接な関係があったと考えられており、ともに周の古公亶父の子の太伯・虞仲の子孫とされる。『史記』の記載によれば、虞は呉の分国とされる。古公亶父には、長男の太伯・次男の虞仲・三男の季歴がいたが、季歴の子の姫昌が生まれた際、様々な瑞兆があったことから、古公亶父は「わが家を興すのは昌であろうか」と言っていた。父が季歴に跡を継がせたがっていると察した太伯と虞仲は、自ら出奔し、荊蛮の地に赴いた。その後、二人は髪を切り刺青をし、中華に戻らない決意をして、太伯は句呉（こうご）を建国した。この国が、後の呉と言われる。太伯の死後、虞仲が跡を継ぎ、虞仲の曾孫の周章の代になった時、周の武王が殷を滅ぼして（武王克殷）王となったが、その際に改めて周章を呉公に封じ、周章の弟の虞仲（太伯の弟とは別人）を、夏の都であった夏墟を領土として、虞公に封じた。
なお、歴史学者の楊寛は、『史記』の記述は誤りで、太伯と虞仲が最初に建国したのが虞であり、呉がその分家ではないかと主張した。また、歴史小説家の宮城谷昌光も、虞の爵位が最も高い公爵である一方、呉の爵位が最も低い子爵であることから、同様の説を紹介している 。

## 滅亡
晋の献公は虢を誅つために荀息を虞に遣わせて、名馬と宝玉を送って道を借り、虢を滅ぼしたが、虢という後ろ盾を失った虞はその後、晋に攻められ滅亡した。この故事は、魏晋南北朝時代の兵法書、兵法三十六計の第二十四計仮道伐虢で、引き合いに出されている。